# Assassino senza colpa?
Assassino senza colpa? (Rampage) è un film del 1987 diretto da William Friedkin.

## Trama
Il procuratore Fraser arresta il serial killer responsabile di sei omicidi .